# Рентер, Эльдор Эдуардович
Эльдор Эдуардович Рентер (эст. Eldor Renter; 13 мая 1925, Таллин, Эстония — 27 июля 2007, Таллин, Эстония) — эстонский и советский театральный художник, сценограф

, художник по костюмам, педагог. Заслуженный деятель искусств Эстонской ССР (1970). Народный художник Эстонской ССР (1984).

## Биография
Родился в семье государственных служащих. Окончил таллинскую гимназию в 1944 году, затем в 1951 году — Таллинский государственный институт прикладных искусств ЭССР. Ученик Вольдемара Хааса и Наталии Мей.
С 1951 года работал художником Таллинского театра оперы и балета «Эстония» (ныне Национальная опера «Эстония»), в 1957—1963 и 1980—1995 годах — главным художником, в 1959—1968 годах также был преподавателем театрального дизайна в Таллинского института прикладных искусств ЭССР (доцент с 1964).
Руководил оформлением постановок в Латвии, Литве, Германии и Финляндии, а также нескольких телевизионных фильмов. В основном, создавал декорации для балетов, опер и оперетт, в общей сложности оформил около 150 постановок. Его последней работой стала сценография и костюмы для балета «Дон Кихот» в постановке Тийта Хярма, премьера которого состоялась в Национальной опере Эстонии 4 октября 2007 года.
Персональные выставки в Эстонии в 1985 и 2015 годах.
Член Союза художников Эстонской ССР (с 1951, позже — почётный член), с 1957 года — член Театрального общества Эстонской ССР (позже известного как Союз театральных деятелей Эстонии). Член Эстонской ассоциации исполнительских искусств (с 1993, почётный член — с 1995).

## Избранные театральные постановки
- «Ночь в Венеции» Штрауса (1951)
- «Лебединое озеро» П. Чайковского (1954, 1967, 1981 и 2002, Рижский театр оперы и балета — 1984)
- «Дон Карлос» Шиллера (1958)
- «Царская невеста» Н. Римского-Корсакова (1959)
- «Бал-маскарад» Джузеппе Верди (1961, Вильнюсский театр оперы и балета, 1967)
- «Богема» Пуччини (1962 и 1977)
- «Отелло» Джузеппе Верди (1963)
- «Волшебная флейта» Моцарт, Вольфганг Амадей|Моцарта (1964)
- «Аида» Джузеппе Верди (1964)
- «Проданная невеста» Б. Сметаны (1983)

## Награды
- Заслуженный деятель искусств Эстонской ССР (1970)
- Народный художник Эстонской ССР (1984)
- Национальная премия Эстонии по культуре (1995)
- Премия по культуре Suure Vankri auhind (1996)
- Орден Белой Звезды IV класса (2003)
- Театральная премия им. Наталии Мэй (Natalie Mei nimeline auhind, 2005)